# 尼古拉·莫里科尼
尼古拉·莫里科尼（義大利語：Nicola Moriconi，1982年5月19日—），意大利男子赛艇运动员。他曾代表意大利参加世界赛艇锦标赛，获得二枚金牌、一枚银牌和一枚铜牌，均来自轻量级项目。